# Pantcho Vladiguerov
Pantcho Kharalanov Vladiguerov (en bulgare : Панчо Хараланов Владигеров; ISO 9 : Pančo Haralanov Vladigerov), né le 13 mars 1899 à Zurich et mort le 8 septembre 1978 à Sofia, est un compositeur, pédagogue, et pianiste bulgare.

## Biographie
Pančo Vladigerov appartient à la seconde génération de compositeurs bulgares. Il fut parmi les membres fondateurs de la Société contemporaine de musique bulgare (1933), qui devint plus tard l'Union des compositeurs bulgares. Il fonda l'école  bulgare de composition et de pédagogie musicale. Parmi ses étudiants se trouvent les meilleurs compositeurs bulgares de la génération suivante, en particulier le pianiste Alexis Weissenberg.
Vladiguerov est né en Suisse, mais il passe toute son enfance à Choumen. Il commence très tôt à jouer du piano et à composer. C'est à l'âge de 10 ans qu'il reçoit ses premiers cours de composition avec Dobri Khristov à Sofia. Après la mort de son père en 1912, il part pour Berlin avec sa mère et son frère jumeau (le violoniste Ljuben Vladigerov), où il rejoint la Staatliche Akademische Hochschule für Musik et étudie la théorie musicale et la composition avec le professeur Paul Juon, ainsi que le piano avec Karl Heinrich Barth. En 1920, il est diplômé de l'Academie der Künste ayant étudié la composition avec le professeur Friedrich Gernsheim et le professeur Georg Schumann. Il remporte à deux reprises le Prix Mendelssohn de l'Académie (en 1918 et 1920). Il travaille ensuite pour le metteur en scène Max Reinhardt au Deutsches Theater à Berlin, à la fois comme compositeur et comme pianiste (de 1920 à 1932). Puis il retourne à Sofia où il est nommé d'abord lecteur, puis professeur (en 1940) de piano, musique de chambre, et composition à l'Académie nationale de musique, qui sera renommée après sa mort en Académie Vladigerov.
Il compose dans une multitude de genres différents : un opéra, un ballet, de la musique symphonique, cinq concertos pour piano, deux concertos pour violon, de la musique de chambre, 38 transcriptions de pièces instrumentales pour instruments et piano, cinquante arrangements pour concert de musiques populaires pour voix et piano/orchestre, vingt mélodies pour voix et piano, dix chorals avec piano/orchestre, de la musique de scène pour les pièces de théâtre du Deutsches Theater à Berlin, du Theater in der Josefstadt à Vienne, et du Théâtre National de Sofia.
L'œuvre de Pančo Vladigerov commence à être connue internationalement dans les années 1920, lorsque ses pièces sont publiées par l'Universal Edition à Vienne, puis enregistrées par la maison de disques allemande Deutsche Grammophon, puis enfin jouées dans toute l'Europe et les États-Unis. Il part alors en tournée dans la plupart des pays européens en tant que pianiste et compositeur, pour y jouer ses propres œuvres. En 1969, il reçoit le Prix Herder. Une compétition internationale pour pianistes et violonistes à Choumen reçoit son nom. La maison de disques bulgare Balkanton édita quatre séries comportant sept disques chacune de ses interprétations et musiques symphoniques. Beaucoup de ses œuvres à l'image de la rhapsodie Vardar sont considérées comme des emblèmes de la musique bulgare.
Sa maison à Sofia (au 10, ul. Jakubica) est devenue un musée.
Certains pianistes comme Marc-André Hamelin comptent ses œuvres pour piano parmi leur répertoire, et il existe quelques enregistrements. Notamment, trois morceaux sont interprétés par David Oistrakh (Archives historiques russes, musique de chambre, édité par Brilliant Classics, coffret de 10 CD, récompensé par un 10 de Répertoire).

## Œuvres principales

### Musique de scène
- Opéra « Tsar Kaloyan » op. 30 (1936, Sofia)
- Ballet « Légende du lac » op. 40 (1946, créé en 1962 à Sofia)

### Pour orchestre symphonique
- Légende symphonique op. 8 (1919)
- Trois impressions d'après l'op. 9 (1920)
- Suite scandinave - adapt. de la musique pour la pièce d'August Strindberg Le Songe ("Ett Drömspel"), op. 13 (1921)
- Rhapsodie bulgare « Vardar » op. 16 (1922, orchestrée en 1928)
- Six préludes exotiques op. 17 (1924, orchestrés en 1955)
- Suite bulgare op. 21 (1926, orchestrée en 1927)
- Sept danses symphoniques bulgares op. 23 (1931)
- Ouverture « Terre » op. 27 (1933)
- Symphonie nº1 en ré mineur op. 33 (1939)
- Improvisation et Toccata : orchestration des Épisodes n°4 et n°5 op. 36 (1941, orchestrés en 1970)
- Quatre danses symphoniques roumaines op. 38 (1942)
- Deux esquisses symphoniques roumaines op. 39 (1943) : N°1 Aria - N°2 Danse roumaine
- Horo Staccato (en collaboration avec Diniku) (1942)
- Première et seconde suites, issues du ballet « Légende du lac » op. 40 (1947, 1953)
- Ouverture « Le neuf septembre » op. 45 (1949)
- Poème juif op. 47 (1951)
- Suite de la musique de scène Le Bonheur op 50 (1954)
- Poème dramatique « Chanson sur la paix » op. 52 (1956)
- Six novelettes, d'après l'op. 59 et l'op. 60
- Lyulin impressions op. 63 (1972)

### Pour piano et orchestre symphonique
- Concerto pour piano nº1 en la mineur op. 6 (1918)
- Concerto pour piano nº2 en ut mineur op. 22 (1930)
- Concerto pour piano nº3 en si bémol mineur op. 31 (1937)
- Concerto pour piano nº4 en sol majeur op. 48 (1953)
- Concerto pour piano n°5 en ré majeur op. 58 (1963)

### Pour violon et orchestre symphonique
- Concerto pour violon nº1 en fa mineur op. 11 (1921)
- Burlesque pour violon et orchestre op. 14 (1922)
- Concerto pour violon nº2 en sol mineur op. 61 (1968)
- Rhapsodie bulgare « Vardar » op.16 (1922, transcrite en 1951)

### Pour violoncelle et orchestre symphonique
- Romance élégiaque pour violoncelle et orchestre (1917)
- Concerto Fantaisie pour violoncelle et orchestre op. 35 (1949)

### Pour orchestre à cordes
- Symphonie nº2 en si bémol majeur « Mai » op. 44 (1949)

### Pour orchestre de chambre
- Chansons et Danses bulgares (1932)
- Aquarelles (1942)
- Divertimento (1943)
- transcriptions de pièces pour piano

### Pour piano seul
- Quatre morceaux op. 2 (1915)
- Variations pour piano sur un chant populaire bulgare "горда стара планина" op. 3 (1916)
- Dix impressions op. 9 (1920)
- Quatre morceaux op. 10 (1922)
- Trois morceaux op. 15 (1922)
- Six préludes exotiques op. 17 (1924)
- Suite bulgare op. 21 (1926)
- Classique et Romantique - Cycle de sept pièces pour piano op. 24 (1931)
- Chansons et Danses bulgares op. 25 (1932)
- Sonatine concertante op. 28 (1934)
- Six miniatures "Choumen" op. 29 (1934)
- Cinq épisodes op. 36 (1941)
- Six aquarelles op. 37 (1942)
- Images op. 46 (1950) : N°1 Arabesque  - N°2 Conte -  N°3 Danse balkanique
- Suite de cinq pièces op. 51 (1954)
- Trois morceaux op. 53 (1953) : N°1 Crépuscule - N°2 Légende - N°3 Danse primitive
- Trois morceaux de concert op. 57 (1961) : N°1 Arioso - N°2 Capriccio - N°3 Danse asiatique
- Novelettes op. 59 (1964)
- Cinq morceaux op. 60 (1966) : N°1 Berceuse - N°2 Humoresque - N°3 Le Berger triste - N°4 Épisode dramatique - N°5 Danse bulgare
- Trois morceaux breffs op. 64 (1972)
- Quatre pièces op. 65 (1973)
- Cinq silhouettes op. 66 (1974)
- Cinq tableaux poétiques op. 68 (1976)
- Quatre fresques op. 69 (1977)
- Trois bagatelles op. 70 (1978)

### Pour deux pianos
- 13 transcriptions par l'auteur de pièces pour piano et pièces orchestrales :
  - Rhapsodie Vardar[1] op. 16, à l'origine Rhapsodie bulgare « Vardar » pour violon et piano (1922, tr. 1976)
  - Mar Dimitro lyo[2] – danse Bulgare op. 23, No. 2, de Sept danses symphoniques bulgares (1931, tr. 1976)
  - Bilyana[3], danse bulgare op. 23, No. 6, de Sept danses symphoniques bulgares (1931, tr. 1976)
  - Grande ronde[4], danse bulgare op. 23, no 7, de Sept danses symphoniques bulgares (1931, tr. 1976)
  - Suite bulgare[5] op. 21, à l'origine pour piano (1926, tr. 1977)
  - Valse fantastique[6] op. 2, no 4, de Quatre pièces pour piano op. 2, (1915, tr. 1977)
  - Danse suédoise[7] op. 13, no 2, de la musique pour la pièce « Le Songe » d'August Strindberg (1921, tr. 1977)
  - Danse roumaine[8] op. 38, no 3, de Quatre danses symphoniques roumaines (1942, tr. 1977)
  - Hora staccato[9], sans opus, à l'origine pour orchestre symphonique (1942, tr. 1977)
  - La Danseuse orientale[10] op. 10, no 2, de Quatre pièces pour piano (1920, tr. 1977)
  - Chimmy de concert[11] sans opus, à l'origine « Chimmy orientalico » pour violon et piano (1924, tr. 1977)
  - Romance et Cakewalk[12] sans opus, de la musique pour la pièce « César et Cléopâtre » de Bernard Shaw (1920, tr. 1977)
  - Foxtrot[13], sans opus, à l'origine pour piano (1925, tr. 1977)

### Pour violon et piano
- Sonate pour violon et piano en ré majeur op. 1 (1914)
- Deux improvisations (« Poème érotique » et « Dans un style populaire ») op. 7 (1919)
- Quatre morceaux (« Illusion », « Intermezzo », « Romance du Nord » et « Valse romantique ») op. 12 (1921)
- Burlesque pour violon et piano op. 14 (1922)
- Rhapsodie bulgare « Vardar », op. 16 (1922)
- Deux paraphrases bulgares (« Horo » et « Rachenitza ») op. 18 (1925)
- Deux morceaux (« Romance » et « Orientale ») op. 20 (1926)
- Transcriptions de pièces pour piano

### Autre musique de chambre
- Trio avec piano en si bémol mineur op. 4 (1916)
- Quatuor à cordes en sol majeur op. 34 (1940)
- Capriccio pour basson et piano (1951)
- Menuet classique pour hautbois et piano (1964)

### Pour voix et piano
- 6 mélodies lyriques (d'après Dora Gabe) & Ballade Lud Gidiya (d'après Pencho Slaveikov) op. 5 (1917)
- 5 mélodies et Marche orientale pour la pièce "Der Kreidekreis" de Klabund op. 19 (1925)
- 3 mélodies op. 26
- 6 chants populaires bulgares op. 32 (1938)
- 6 chants populaires bulgares op. 41 (1947)
- 6 chants populaires bulgares op. 42 (1948)
- 6 chants populaires bulgares op. 43 (1948)
- 6 chants populaires bulgares op. 54
- 6 chants populaires bulgares op. 55
- 6 chants populaires bulgares op. 56 (1958)
- 6 chants populaires bulgares op. 62
- Mélodies op. 67 (d'après Nikolai Liliev) (1974)

## Hommage
- Le passage Vladigerov en Antarctique a été nommé en son honneur.

## Discographie sélective
Les cinq Concertos pour piano, Silhouettes, Teodor Moussev (n°1), Ivan Drenikov (n°3 et 4), Kassimir Gratev (n°2), Pancho Vladigerov (n°5), Orchestre symphonique de la Radio Bulgare, dir Alexander Vladigerov. 3 CD Cappricio (1964, 1972, 1978) Choc de Classica